# Kronan (biograf)
Kronan var en biograf på Kungsgatan 31-33 i Göteborg, som öppnades 17 december 1906 av Charles Magnusson och stängde 18 september 1986. Det första året låg biografen i en improviserad lokal innanför gården. Den 4 november 1963 döptes biografen om till "Smultronstället", men återgick till namnet Kronan igen 28 oktober 1971 med Smultronstället inom parentes. Enbart Kronan blev biografen på nytt i september 1976. 
I augusti 1910 anslöts Kronan till branschnätverket "Svenska Bio" (AB Svenska Biografteatern).